# Sara Errani
Sara Errani (ur. 29 kwietnia 1987 w Bolonii) – włoska tenisistka, występująca na światowych kortach od 2002 roku, złota medalistka igrzysk olimpijskich z Paryża (2024) w grze podwójnej, finalistka French Open 2012 w grze pojedynczej, mistrzyni French Open 2012 i 2025, US Open 2012, Australian Open 2013 i 2014 oraz Wimbledonu 2014 w grze podwójnej, US Open 2024 i French Open 2025 w mikście, zdobywczyni Karierowego Złotego Wielkiego Szlema w tej konkurencji, uczestniczka Mistrzostw WTA w grze pojedynczej i podwójnej, klasyfikowana w rankingu WTA na 5. miejscu w grze pojedynczej (2013) i na 1. miejscu w grze podwójnej (2012), trzykrotna zdobywczyni Pucharu Federacji/Pucharu Billie Jean King (2009, 2010, 2013 i 2024) wraz z drużyną Włoch, pięciokrotna reprezentantka Włoch na letnich igrzyskach olimpijskich (2008, 2012, 2016, 2021, 2024). Tenisistka praworęczna z oburęcznym backhandem.

## Kariera tenisowa
Dotychczas wygrała dziewięć turniejów WTA i dwa turnieje ITF w grze pojedynczej. Jej pierwsze zwycięstwo miało miejsce w Palermo, kiedy to pokonała w finale Mariję Korytcewą 6:2, 6:3. Dwa tygodnie później ponownie wygrała, w Słowenii podczas Banka Koper Slovenia Open, pokonując w finale Hiszpankę Anabel Medinę Garrigues 6:3, 6:3. W grze podwójnej odniosła trzydzieści jeden zwycięstw turniejowych.

### 2012
W czerwcu 2012 awansowała do finału wielkoszlemowego French Open zarówno w grze pojedynczej, jak i w podwójnej w parze z Robertą Vinci. Została drugą Włoszką w dziejach, która wystąpiła w finale turnieju tej kategorii w singlu (wcześniej w Paryżu dwukrotnie grała w decydującym meczu Francesca Schiavone). Jest to również pierwszy przypadek od Australian Open 2010, kiedy tenisistka dostała się do finału obydwu konkurencji w turnieju Wielkiego Szlema (poprzednio dokonała tego Serena Williams). W finale gry pojedynczej przegrała z Mariją Szarapową 6:3, 6:2. W grze podwójnej odniosła zwycięstwo, pokonując w finale Kirilenko i Pietrową 4:6, 6:4, 6:2. W lipcu odniosła zwycięstwo w Palermo. W finale pokonała Barborę Záhlavovą-Strýcovą 6:1, 6:3. Podczas US Open 2012 osiągnęła półfinał gry pojedynczej, w którym przegrała z Sereną Williams, a także zwyciężyła w rywalizacji deblowej. Podczas Mistrzostw WTA, rozstawiona z numerem szóstym w singlu i pierwszym w deblu, zanotowała odpowiednio trzecie miejsce w grupie i półfinał.

### 2013
W Australian Open 2013 odpadła już w pierwszej rundzie singla, przegrywając z Carlą Suárez Navarro 6:4, 6:4. W zawodach gry podwójnej odniosła trzecie wielkoszlemowe zwycięstwo. Razem z Vinci pokonały w finale Ashleigh Barty i Casey Dellacqua wynikiem 6:2, 3:6, 6:2. W Paryżu osiągnęła finał, w którym przegrała z Moną Barthel 5:7, 6:7(4). Zwyciężyła natomiast w zawodach gry podwójnej w parze z Vinci. W lutym razem z Vinci wygrała w Ad-Dausze, pokonując Pietrową i Srebotnik 2:6, 6:3, 10–6. W następnym tygodniu osiągnęła finał singla w Dubaju, w którym przegrała z Petrą Kvitovą 2:6, 6:1, 1:6. Zwyciężyła w rywalizacji singlowej podczas zawodów w Acapulco, gdzie w finale pokonała Carlę Suárez Navarro 6:0, 6:4. W Indian Wells i w Miami osiągnęła ćwierćfinały, w których ulegała Marii Szarapowej. Ponadto w pierwszym turnieju odpadła w drugiej rundzie, a w kolejnych zawodach w półfinale debla.
Następnie w Stuttgarcie przegrała w pierwszej rundzie. W Madrycie i Rzymie osiągała półfinały gry pojedynczej. W drugim z turniejów osiągnęła także finał debla. Na French Open przegrała w półfinale z najwyżej rozstawioną Sereną Williams. W grze podwójnej Włoszki nie obroniły tytułu, przegrywając w decydującym o triumfie meczu. Na Wimbledonie odpadła w pierwszej rundzie singla i trzeciej debla.
W finale w Palermo przegrała z Vinci. W Toronto Errani osiągnęła ćwierćfinały singla i debla, natomiast w Cincinnati zaszła w grze pojedynczej o jedną rundę bliżej. W New Haven przegrała w swoim debiutowym spotkaniu singla.
Włoszka na US Open osiągnęła drugą rundę rozgrywek gry pojedynczej i ćwierćfinał rozgrywek gry podwójnej. W Tokio przegrała w drugiej rundzie. W Pekinie zanotowała trzecią rundę singla i półfinał w deblu. Podczas WTA Tour Championships nie przeszła fazy grupowej w singlu i półfinału w deblu.
Sezon zakończyła jako liderka rankingu WTA Tour deblistek oraz w klasyfikacji par deblowych.

### 2014
Włoszka sezon 2014 rozpoczęła od udziału w zawodach w Shenzhen, gdzie dotarła do drugiej rundy. Ćwierćfinał singlowy i finał w deblu zanotowała w Sydney. Na Australian Open przegrała w pierwszym meczu gry pojedynczej. W grze podwójnej obroniła tytuł zdobyty rok wcześniej.
Po zawodach wielkoszlemowych Errani wzięła udział w turnieju w Paryżu, gdzie awansowała do finału singla i półfinału debla, którego Włoszki oddały walkowerem. 17 lutego utraciła pozycję liderki rankingu WTA, którą posiadała przez 42 tygodnie z rzędu. W meczu mistrzowskim przegrała z Anastasiją Pawluczenkową w trzech setach. W Ad-Dausze odniosła porażki w ćwierćfinale singla i półfinale debla. W Dubaju wygrała jeden mecz w grze podwójnej.
Podczas zawodów w Indian Wells i Miami Sara Errani dochodziła do trzecich rund gry pojedynczej, a w grze podwójnej przegrywała już w pierwszym meczu. Ćwierćfinały gry singlowej osiągnęła w Charleston. W Stuttgarcie przeszła rundę dalej, a w grze podwójnej odniosła kolejne karierowe zwycięstwo. W Madrycie zanotowała trzecią rundę singla i triumf w deblu. W Rzymie osiągnęła finał w obu konkurencjach. Na French Open zanotowała ćwierćfinał singla, a w deblu para włoska awansowała do finału, w którym uległa Hsieh Su-wei i Peng Shuai 4:6, 1:6.
Zawody na kortach trawiastych w Eastbourne zakończyła na pierwszej rundzie gry pojedynczej i półfinale debla. Na Wimbledonie nie osiągnęła zwycięstwa w singlu, w grze podwójnej natomiast nikt nie zdołał z nią wygrać. W meczu mistrzowskim Włoszki pokonały Tímeę Babos i Kristinę Mladenovic 6:1, 6:3.

### 2015
Sezon Errani rozpoczęła od porażek w I rundzie z Danielą Hantuchovą w Auckland oraz Garbiñe Muguruzą w Sydney. W Australian Open pokonała dwie rywalki, by w trzeciej rundzie ulec Yaninie Wickmayer. W drugiej dekadzie lutego po niemalże dwóch latach przerwy wygrała turniej rangi WTA Tour, w Rio de Janeiro, pokonując w meczu mistrzowskim Annę Karolínę Schmiedlovą 7:6(2), 6:1. W następnym tygodniu szybko pożegnała się z rywalizacją w Acapulco z Mónicą Puig. W Monterrey dotarła do półfinału, przegrywając z późniejszą triumfatorką imprezy Timeą Bacsinszky.
W Indian Wells i Miami awansu do dalszych etapów rozgrywek uniemożliwiła jej Sabine Lisicki, z którą przegrywała kolejno w 3. i 4. rundzie. W kwietniu zagrała w Charleston, ale w drodze do finału przegrała z Lucie Hradecką, zaś w Stuttgarcie pokonała m.in. Agnieszkę Radwańską, lecz będąc w najlepszej czwórce uległa Simonie Halep. Miesiąc później wygrała po jednym meczu turniejów w Madrycie i Rzymie. Dwa tygodnie później, podczas French Open pokonywała kolejno Alison Riske, Carinę Witthöft, Andreę Petković, Julię Görges, by w ćwierćfinale nie sprostać Serenie Williams. Po miesiącu przerwy wróciła do gry na tydzień przed rozpoczęciem Wimbledonu, w Eastbourne, gdzie doszła do 3. rundy. W Wimbledonie pokonała jedynie rodaczkę Francescę Schiavone, by w kolejnej rundzie nie dać rady Aleksandrze Krunić. W kolejnym tygodniu w Bukareszcie w osiemnastym finale w karierze uległa Annie Karolínie Schmiedlovej.

### 2016
Włoszka rozpoczęła starty w tym sezonie od występu w Brisbane, przegrywając z Belindą Bencic 6:1, 6:2. W następnym tygodniu uczestniczyła w Apia International Sydney na twardych kortach NSW Tennis Centre, dochodząc do ćwierćfinału, pogromczynią Errani okazała się późniejsza zwyciężczyni turnieju, Swietłana Kuzniecowa. Na wielkoszlemowym Australian Open Włoszka uległa w 1. rundzie Margaricie Gasparian.
Na Dubai Duty Free Tennis Championships Errani odniosła dziesiąte zwycięstwo w karierze, a także pierwszą wygraną w turniejach WTA Premier Series (wcześniej odnotowywała tryumfy w najniżej kategorii WTA Tour, International), wygrywając w dwusetowym spotkaniu z Barborą Strýcová.

### 2017
7 sierpnia ogłoszono zawieszenie Sary Errani na dwa miesiące, do 3 października, z powodu pozytywnych wyników testów dopingowych. Wykryto u niej letrozol, który jest wykorzystywany w hormonoterapii raka piersi. Errani twierdziła, że substancję prawdopodobnie przyjęła, przypadkiem zażywając lekarstwo przeciwrakowe swojej matki podczas wizyty w domu rodzinnym.

## Historia występów wielkoszlemowych
Legenda
     W, wygrany turniej
     F, przegrana w finale
     SF, przegrana w półfinale
     QF, przegrana w ćwierćfinale
     xR, przegrana w x rundzie
     Qx, przegrana w x rundzie kwalifikacji
     A, brak startu
     NH, turniej nie odbył się

### Występy w grze pojedynczej
| Turniej                | 2002 | 2003 | 2004 | 2005 | 2006 | 2007 | 2008 | 2009 | 2010 | 2011 | 2012 | 2013 | 2014 | 2015 | 2016 | 2017 | 2018 | 2019 | 2020 | 2021 | 2022 | 2023 | 2024 | 2025 | Tytuły | Z–P     |  |
| ---------------------- | ---- | ---- | ---- | ---- | ---- | ---- | ---- | ---- | ---- | ---- | ---- | ---- | ---- | ---- | ---- | ---- | ---- | ---- | ---- | ---- | ---- | ---- | ---- | ---- | ------ | ------- |  |
| Australian Open        | A    | A    | A    | A    | A    | Q1   | 1R   | 3R   | 3R   | 1R   | QF   | 1R   | 1R   | 3R   | 1R   | 2R   | Q3   | A    | Q1   | 3R   | Q1   | Q1   | 1R   | Q2   | 0 / 12 | 13 – 12 |  |
| French Open            | A    | A    | A    | A    | A    | Q1   | 1R   | 1R   | 1R   | 2R   | F    | SF   | QF   | QF   | 1R   | 2R   | 1R   | A    | 2R   | Q2   | Q2   | 2R   | 2R   | Q2   | 0 / 14 | 24 – 14 |  |
| Wimbledon              | A    | A    | A    | A    | Q1   | A    | 1R   | 2R   | 3R   | 2R   | 3R   | 1R   | 1R   | 2R   | 2R   | 1R   | A    | A    | NH   | Q1   | Q1   | 1R   | 1R   | A    | 0 / 12 | 8 – 12  |  |
| US Open                | A    | A    | A    | A    | Q1   | 2R   | 2R   | 3R   | 3R   | 1R   | SF   | 2R   | QF   | 3R   | 1R   | A    | A    | A    | A    | 1R   | Q1   | Q1   | 3R   | A    | 0 / 12 | 20 – 12 |  |
|                        |      |      |      |      |      |      |      |      |      |      |      |      |      |      |      |      |      |      |      |      |      |      |      |      |        |         |  |
| Ranking na koniec roku | 742  | 569  | 521  | 359  | 171  | 70   | 42   | 48   | 43   | 45   | 6    | 7    | 15   | 20   | 49   | 143  | 108  | 200  | 130  | 118  | 109  | 101  | 105  |      | 0 / 50 | 65 – 50 |  |

### Występy w grze podwójnej
| Turniej                | 2002 | 2003 | 2004 | 2005 | 2006 | 2007 | 2008 | 2009 | 2010 | 2011 | 2012 | 2013 | 2014 | 2015 | 2016 | 2017 | 2018 | 2019 | 2020 | 2021 | 2022 | 2023 | 2024 | 2025 | Tytuły | Z–P     |  |
| ---------------------- | ---- | ---- | ---- | ---- | ---- | ---- | ---- | ---- | ---- | ---- | ---- | ---- | ---- | ---- | ---- | ---- | ---- | ---- | ---- | ---- | ---- | ---- | ---- | ---- | ------ | ------- |  |
| Australian Open        | A    | A    | A    | A    | A    | A    | 1R   | 1R   | 1R   | 1R   | F    | W    | W    | 3R   | 1R   | 2R   | A    | A    | A    | A    | A    | A    | 3R   | 2R   | 2 / 12 | 23 – 9  |  |
| French Open            | A    | A    | A    | A    | A    | A    | 2R   | 2R   | 2R   | 3R   | W    | F    | F    | A    | 1R   | A    | 2R   | A    | A    | A    | A    | 1R   | F    | W    | 2 / 12 | 33 – 10 |  |
| Wimbledon              | A    | A    | A    | A    | A    | A    | 2R   | 2R   | 3R   | 3R   | QF   | 3R   | W    | A    | 1R   | A    | A    | A    | NH   | A    | A    | 1R   | 3R   | 2R   | 1 / 11 | 20 – 10 |  |
| US Open                | A    | A    | A    | A    | A    | A    | 1R   | 1R   | 1R   | QF   | W    | QF   | 2R   | SF   | A    | A    | A    | A    | A    | 1R   | A    | A    | 2R   |      | 1 / 10 | 18 – 9  |  |
|                        |      |      |      |      |      |      |      |      |      |      |      |      |      |      |      |      |      |      |      |      |      |      |      |      |        |         |  |
| Ranking na koniec roku | 836  | 524  | 556  | 203  | 197  | 159  | 103  | 73   | 32   | 27   | 2    | 1    | 1    | 42   | 44   | 179  | 108  | 630  | 378  | 131  | 305  | 125  | 8    |      | 6 / 45 | 94 – 38 |  |

### Występy w grze mieszanej
| Turniej         | 2002 | 2003 | 2004 | 2005 | 2006 | 2007 | 2008 | 2009 | 2010 | 2011 | 2012 | 2013 | 2014 | 2015 | 2016 | 2017 | 2018 | 2019 | 2020 | 2021 | 2022 | 2023 | 2024 | 2025 | Tytuły | Z–P    |  |
| --------------- | ---- | ---- | ---- | ---- | ---- | ---- | ---- | ---- | ---- | ---- | ---- | ---- | ---- | ---- | ---- | ---- | ---- | ---- | ---- | ---- | ---- | ---- | ---- | ---- | ------ | ------ |  |
| Australian Open | A    | A    | A    | A    | A    | A    | A    | A    | A    | 2R   | A    | A    | A    | A    | 2R   | A    | A    | A    | A    | A    | A    | A    | A    | 2R   | 0 / 3  | 3 – 2  |  |
| French Open     | A    | A    | A    | A    | A    | A    | A    | A    | A    | A    | A    | A    | A    | A    | A    | A    | A    | A    | NH   | A    | A    | A    | A    | W    | 1 / 1  | 4 – 0  |  |
| Wimbledon       | A    | A    | A    | A    | A    | A    | A    | A    | A    | A    | 2R   | A    | A    | A    | A    | A    | A    | A    | NH   | A    | A    | A    | 1R   | 2R   | 0 / 3  | 1 – 3  |  |
| US Open         | A    | A    | A    | A    | A    | A    | A    | A    | A    | A    | A    | A    | A    | A    | A    | A    | A    | A    | NH   | A    | A    | A    | W    |      | 1 / 1  | 5 – 0  |  |
|                 |      |      |      |      |      |      |      |      |      |      |      |      |      |      |      |      |      |      |      |      |      |      |      |      |        |        |  |
|                 |      |      |      |      |      |      |      |      |      |      |      |      |      |      |      |      |      |      |      |      |      |      |      |      | 2 / 8  | 13 – 5 |  |

## Finały turniejów WTA
| Legenda                     | Legenda |
| --------------------------- | ------- |
| Wielki Szlem                |         |
| Igrzyska olimpijskie        |         |
| WTA Tour Championships      |         |
| 1988 – 2008                 |         |
| Kategoria I                 |         |
| Kategoria II                |         |
| Kategoria III               |         |
| Kategoria IV                |         |
| Kategoria V                 |         |
| 2009 – 2020                 |         |
| WTA Premier Mandatory       |         |
| WTA Premier 5               |         |
| WTA Premier                 |         |
| WTA International Series    |         |
| WTA 125K series (2012–2020) |         |
| od 2021                     |         |
| WTA 1000 (obowiązkowe)      |         |
| WTA 1000 (nieobowiązkowe)   |         |
| WTA 500                     |         |
| WTA 250                     |         |
| WTA 125                     |         |

### Gra pojedyncza 19 (9–10)
| Końcowy wynik | Nr  | Data             | Turniej        | Nawierzchnia  | Przeciwniczka              | Wynik finału     |
| ------------- | --- | ---------------- | -------------- | ------------- | -------------------------- | ---------------- |
| Zwyciężczyni  | 1.  | 13 lipca 2008    | Palermo        | Ceglana       | Marija Korytcewa           | 6:2, 6:3         |
| Zwyciężczyni  | 2.  | 27 lipca 2008    | Portorož       | Twarda        | Anabel Medina Garrigues    | 6:3, 6:3         |
| Finalistka    | 1.  | 19 lipca 2009    | Palermo        | Ceglana       | Flavia Pennetta            | 1:6, 2:6         |
| Finalistka    | 2.  | 26 lipca 2009    | Portorož       | Ceglana       | Dinara Safina              | 7:6(5), 1:6, 5:7 |
| Finalistka    | 3.  | 13 lutego 2011   | Pattaya        | Twarda        | Daniela Hantuchová         | 0:6, 2:6         |
| Zwyciężczyni  | 3.  | 4 marca 2012     | Acapulco       | Ceglana       | Flavia Pennetta            | 5:7, 7:6(2), 6:0 |
| Zwyciężczyni  | 4.  | 15 kwietnia 2012 | Barcelona      | Ceglana       | Dominika Cibulková         | 6:2, 6:2         |
| Zwyciężczyni  | 5.  | 5 maja 2012      | Budapeszt      | Ceglana       | Jelena Wiesnina            | 7:5, 6:4         |
| Finalistka    | 4.  | 8 czerwca 2012   | French Open    | Ceglana       | Marija Szarapowa           | 3:6, 2:6         |
| Zwyciężczyni  | 6.  | 15 lipca 2012    | Palermo        | Ceglana       | Barbora Záhlavová-Strýcová | 6:1, 6:3         |
| Finalistka    | 5.  | 3 lutego 2013    | Paryż          | Twarda (hala) | Mona Barthel               | 5:7, 6:7(4)      |
| Finalistka    | 6.  | 23 lutego 2013   | Dubaj          | Twarda        | Petra Kvitová              | 2:6, 6:1, 1:6    |
| Zwyciężczyni  | 7.  | 2 marca 2013     | Acapulco       | Ceglana       | Carla Suárez Navarro       | 6:0, 6:4         |
| Finalistka    | 7.  | 14 lipca 2013    | Palermo        | Ceglana       | Roberta Vinci              | 3:6, 6:3, 3:6    |
| Finalistka    | 8.  | 2 lutego 2014    | Paryż          | Twarda (hala) | Anastasija Pawluczenkowa   | 6:3, 2:6, 3:6    |
| Finalistka    | 9.  | 18 maja 2014     | Rzym           | Ceglana       | Serena Williams            | 3:6, 0:6         |
| Zwyciężczyni  | 8.  | 22 lutego 2015   | Rio de Janeiro | Ceglana       | Anna Karolína Schmiedlová  | 7:6(2), 6:1      |
| Finalistka    | 10. | 19 lipca 2015    | Bukareszt      | Ceglana       | Anna Karolína Schmiedlová  | 6:7(3), 3:6      |
| Zwyciężczyni  | 9.  | 20 lutego 2016   | Dubaj          | Twarda        | Barbora Strýcová           | 6:0, 6:2         |

### Gra podwójna 52 (35–17)
| Końcowy wynik | Nr  | Data                 | Turniej          | Nawierzchnia   | Partnerka                   | Przeciwniczki                                 | Wynik finału      |
| ------------- | --- | -------------------- | ---------------- | -------------- | --------------------------- | --------------------------------------------- | ----------------- |
| Zwyciężczyni  | 1.  | 13 lipca 2008        | Palermo          | Ceglana        | Nuria Llagostera Vives      | Ałła Kudriawcewa Anastasija Pawluczenkowa     | 2:6, 7:6(1), 10–4 |
| Zwyciężczyni  | 2.  | 20 czerwca 2009      | 's-Hertogenbosch | Trawiasta      | Flavia Pennetta             | Michaëlla Krajicek Yanina Wickmayer           | 6:4, 5:7, 13–11   |
| Finalistka    | 1.  | 28 lutego 2010       | Acapulco         | Ceglana        | Roberta Vinci               | Polona Hercog Barbora Záhlavová-Strýcová      | 6:2, 1:6, 2–10    |
| Zwyciężczyni  | 3.  | 11 kwietnia 2010     | Marbella         | Ceglana        | Roberta Vinci               | Marija Kondratjewa Jarosława Szwiedowa        | 6:4, 6:2          |
| Zwyciężczyni  | 4.  | 17 kwietnia 2010     | Barcelona        | Ceglana        | Roberta Vinci               | Timea Bacsinszky Tathiana Garbin              | 6:1, 3:6, 10–2    |
| Zwyciężczyni  | 5.  | 17 lipca 2010        | Palermo          | Ceglana        | Alberta Brianti             | Jill Craybas Julia Görges                     | 6:4, 6:1          |
| Finalistka    | 2.  | 24 października 2010 | Moskwa           | Twarda (hala)  | María José Martínez Sánchez | Gisela Dulko Flavia Pennetta                  | 3:6, 6:2, 6–10    |
| Zwyciężczyni  | 6.  | 15 stycznia 2011     | Hobart           | Twarda         | Roberta Vinci               | Kateryna Bondarenko Līga Dekmeijere           | 6:3, 7:5          |
| Zwyciężczyni  | 7.  | 13 lutego 2011       | Pattaya          | Twarda         | Roberta Vinci               | Sun Shengnan Zheng Jie                        | 3:6, 6:3, 10–5    |
| Finalistka    | 3.  | 10 kwietnia 2011     | Marbella         | Ceglana        | Roberta Vinci               | Nuria Llagostera Vives Arantxa Parra Santonja | 6:3, 4:6, 5–10    |
| Finalistka    | 4.  | 12 czerwca 2011      | Birmingham       | Trawiasta      | Roberta Vinci               | Wolha Hawarcowa Ałła Kudriawcewa              | 6:1, 1:6, 5–10    |
| Zwyciężczyni  | 8.  | 16 lipca 2011        | Palermo          | Ceglana        | Roberta Vinci               | Andrea Hlaváčková Klára Zakopalová            | 7:5, 6:1          |
| Finalistka    | 5.  | 27 sierpnia 2011     | New Haven        | Twarda         | Roberta Vinci               | Wolha Hawarcowa Chuang Chia-jung              | 5:7, 2:6          |
| Finalistka    | 6.  | 27 stycznia 2012     | Australian Open  | Twarda         | Roberta Vinci               | Swietłana Kuzniecowa Wiera Zwonariowa         | 7:5, 4:6, 3:6     |
| Zwyciężczyni  | 9.  | 26 lutego 2012       | Monterrey        | Twarda         | Roberta Vinci               | Kimiko Date-Krumm Zhang Shuai                 | 6:2, 7:6(6)       |
| Zwyciężczyni  | 10. | 4 marca 2012         | Acapulco         | Ceglana        | Roberta Vinci               | Lourdes Domínguez Lino Arantxa Parra Santonja | 6:2, 6:1          |
| Finalistka    | 7.  | 31 marca 2012        | Miami            | Twarda         | Roberta Vinci               | Marija Kirilenko Nadieżda Pietrowa            | 6:7(0), 6:4, 4–10 |
| Zwyciężczyni  | 11. | 15 kwietnia 2012     | Barcelona        | Ceglana        | Roberta Vinci               | Flavia Pennetta Francesca Schiavone           | 6:0, 6:2          |
| Zwyciężczyni  | 12. | 13 maja 2012         | Madryt           | Ceglana        | Roberta Vinci               | Jekatierina Makarowa Jelena Wiesnina          | 6:1, 3:6, 10–4    |
| Zwyciężczyni  | 13. | 20 maja 2012         | Rzym             | Ceglana        | Roberta Vinci               | Jekatierina Makarowa Jelena Wiesnina          | 6:2, 7:5          |
| Zwyciężczyni  | 14. | 8 czerwca 2012       | French Open      | Ceglana        | Roberta Vinci               | Marija Kirilenko Nadieżda Pietrowa            | 4:6, 6:4, 6:2     |
| Zwyciężczyni  | 15. | 23 czerwca 2012      | 's-Hertogenbosch | Trawiasta      | Roberta Vinci               | Marija Kirilenko Nadieżda Pietrowa            | 6:4, 3:6, 11–9    |
| Zwyciężczyni  | 16. | 9 września 2012      | US Open          | Twarda         | Roberta Vinci               | Andrea Hlaváčková Lucie Hradecká              | 6:4, 6:2          |
| Finalistka    | 8.  | 11 stycznia 2013     | Sydney           | Twarda         | Roberta Vinci               | Nadieżda Pietrowa Katarina Srebotnik          | 3:6, 4:6          |
| Zwyciężczyni  | 17. | 25 stycznia 2013     | Australian Open  | Twarda         | Roberta Vinci               | Ashleigh Barty Casey Dellacqua                | 6:2, 3:6, 6:2     |
| Zwyciężczyni  | 18. | 3 lutego 2013        | Paryż            | Twarda (hala)  | Roberta Vinci               | Andrea Hlaváčková Liezel Huber                | 6:1, 6:1          |
| Zwyciężczyni  | 19. | 17 lutego 2013       | Doha             | Twarda         | Roberta Vinci               | Nadieżda Pietrowa Katarina Srebotnik          | 2:6, 6:3, 10–6    |
| Finalistka    | 9.  | 19 maja 2013         | Rzym             | Ceglana        | Roberta Vinci               | Hsieh Su-wei Peng Shuai                       | 6:4, 3:6, 8–10    |
| Finalistka    | 10. | 9 czerwca 2013       | French Open      | Ceglana        | Roberta Vinci               | Jekatierina Makarowa Jelena Wiesnina          | 5:7, 2:6          |
| Finalistka    | 11. | 10 stycznia 2014     | Sydney           | Twarda         | Roberta Vinci               | Tímea Babos Lucie Šafářová                    | 5:7, 6:3, 7–10    |
| Zwyciężczyni  | 20. | 24 stycznia 2014     | Australian Open  | Twarda         | Roberta Vinci               | Jekatierina Makarowa Jelena Wiesnina          | 6:4, 3:6, 7:5     |
| Zwyciężczyni  | 21. | 27 kwietnia 2014     | Stuttgart        | Ceglana (hala) | Roberta Vinci               | Cara Black Sania Mirza                        | 6:2, 6:3          |
| Zwyciężczyni  | 22. | 10 maja 2014         | Madryt           | Ceglana        | Roberta Vinci               | Garbiñe Muguruza Carla Suárez Navarro         | 6:4, 6:3          |
| Finalistka    | 12. | 18 maja 2014         | Rzym             | Ceglana        | Roberta Vinci               | Květa Peschke Katarina Srebotnik              | 0:4 krecz         |
| Finalistka    | 13. | 8 czerwca 2014       | French Open      | Ceglana        | Roberta Vinci               | Hsieh Su-wei Peng Shuai                       | 4:6, 1:6          |
| Zwyciężczyni  | 23. | 5 lipca 2014         | Wimbledon        | Trawiasta      | Roberta Vinci               | Tímea Babos Kristina Mladenovic               | 6:1, 6:3          |
| Zwyciężczyni  | 24. | 10 sierpnia 2014     | Montreal         | Twarda         | Roberta Vinci               | Cara Black Sania Mirza                        | 7:6(4), 6:3       |
| Zwyciężczyni  | 25. | 10 stycznia 2015     | Auckland         | Twarda         | Roberta Vinci               | Shūko Aoyama Renata Voráčová                  | 6:2, 6:1          |
| Finalistka    | 14. | 28 lutego 2016       | Doha             | Twarda         | Carla Suárez Navarro        | Chan Hao-ching Chan Yung-jan                  | 3:6, 3:6          |
| Zwyciężczyni  | 26. | 15 października 2017 | Tiencin          | Twarda         | Irina-Camelia Begu          | Dalila Jakupović Nina Stojanović              | 6:4, 6:3          |
| Zwyciężczyni  | 27. | 7 stycznia 2018      | Auckland         | Twarda         | Bibiane Schoofs             | Eri Hozumi Miyu Katō                          | 7:5, 6:1          |
| Finalistka    | 15. | 9 stycznia 2022      | Melbourne        | Twarda         | Jasmine Paolini             | Asia Muhammad Jessica Pegula                  | 3:6, 1:6          |
| Zwyciężczyni  | 28. | 21 października 2023 | Monastyr         | Twarda         | Jasmine Paolini             | Mai Hontama Natalija Stevanović               | 2:6, 7:6(4), 10–6 |
| Zwyciężczyni  | 29. | 4 lutego 2024        | Linz             | Twarda (hala)  | Jasmine Paolini             | Nicole Melichar-Martinez Ellen Perez          | 7:5, 4:6, 10–7    |
| Zwyciężczyni  | 30. | 19 maja 2024         | Rzym             | Ceglana        | Jasmine Paolini             | Coco Gauff Erin Routliffe                     | 6:3, 4:6, 10–8    |
| Finalistka    | 16. | 9 czerwca 2024       | French Open      | Ceglana        | Jasmine Paolini             | Coco Gauff Kateřina Siniaková                 | 6:7(5), 3:6       |
| Zwyciężczyni  | 31. | 4 sierpnia 2024      | Paryż            | Ceglana        | Jasmine Paolini             | Mirra Andriejewa Diana Sznajder               | 2:6, 6:1, 10–7    |
| Zwyciężczyni  | 32. | 6 października 2024  | Pekin            | Twarda         | Jasmine Paolini             | Chan Hao-ching Wieronika Kudiermietowa        | 6:4, 6:4          |
| Zwyciężczyni  | 33. | 15 lutego 2025       | Doha             | Twarda         | Jasmine Paolini             | Jiang Xinyu Wu Fang-hsien                     | 7:5, 7:6(10)      |
| Zwyciężczyni  | 34. | 18 maja 2025         | Rzym             | Ceglana        | Jasmine Paolini             | Wieronika Kudiermietowa Elise Mertens         | 6:4, 7:5          |
| Zwyciężczyni  | 35. | 8 czerwca 2025       | French Open      | Ceglana        | Jasmine Paolini             | Anna Danilina Aleksandra Krunić               | 6:4, 2:6, 6:1     |
| Finalistka    | 17. | 22 czerwca 2025      | Berlin           | Trawiasta      | Jasmine Paolini             | Tereza Mihalíková Olivia Nicholls             | 6:4, 2:6, 6–10    |

### Gra mieszana 3 (3–0)
| Końcowy wynik | Nr | Data            | Turniej      | Nawierzchnia | Partner          | Przeciwnicy                      | Wynik finału      |
| ------------- | -- | --------------- | ------------ | ------------ | ---------------- | -------------------------------- | ----------------- |
| Zwyciężczyni  | 1. | 5 września 2024 | US Open      | Twarda       | Andrea Vavassori | Taylor Townsend Donald Young     | 7:6(0), 7:5       |
| Zwyciężczyni  | 2. | 14 marca 2025   | Indian Wells | Twarda       | Andrea Vavassori | Bethanie Mattek-Sands Mate Pavić | 6:7(3), 6:3, 10–8 |
| Zwyciężczyni  | 3. | 5 czerwca 2025  | French Open  | Ceglana      | Andrea Vavassori | Taylor Townsend Evan King        | 6:4, 6:2          |

## Finały turniejów WTA 125

### Gra pojedyncza 5 (2–3)
| Końcowy wynik | Nr | Data             | Turniej         | Nawierzchnia | Przeciwniczka          | Wynik finału     |
| ------------- | -- | ---------------- | --------------- | ------------ | ---------------------- | ---------------- |
| Zwyciężczyni  | 1. | 4 marca 2018     | Indian Wells    | Twarda       | Kateryna Bondarenko    | 6:4, 6:2         |
| Finalistka    | 1. | 19 czerwca 2022  | Gaiba           | Trawiasta    | Alison Van Uytvanck    | 4:6, 3:6         |
| Zwyciężczyni  | 2. | 10 lipca 2022    | Contrexéville   | Ceglana      | Dalma Gálfi            | 6:4, 1:6, 7:6(4) |
| Finalistka    | 2. | 2 kwietnia 2023  | San Luis Potosí | Ceglana      | Elisabetta Cocciaretto | 7:5, 4:6, 5:7    |
| Finalistka    | 3. | 17 września 2023 | Bukareszt       | Ceglana      | Astra Sharma           | 6:0, 5:7, 2:6    |

### Gra podwójna 3 (2–1)
| Końcowy wynik | Nr | Data              | Turniej       | Nawierzchnia | Partnerka         | Przeciwniczki                  | Wynik finału   |
| ------------- | -- | ----------------- | ------------- | ------------ | ----------------- | ------------------------------ | -------------- |
| Zwyciężczyni  | 1. | 20 listopada 2022 | Buenos Aires  | Ceglana      | Irina Bara        | Jang Su-jeong You Xiaodi       | 6:1, 7:5       |
| Zwyciężczyni  | 2. | 26 listopada 2023 | Florianópolis | Ceglana      | Léolia Jeanjean   | Julia Lohoff Conny Perrin      | 7:5, 3:6, 10–7 |
| Finalistka    | 1. | 16 marca 2024     | Charleston    | Twarda       | Tereza Mihalíková | Olivia Gadecki Olivia Nicholls | 2:6, 1:6       |

## Występy w Turnieju Mistrzyń

### W grze pojedynczej
| Rok  | Rezultat     | Przeciwniczka                                        | Wynik                                   |
| 2012 | Faza grupowa | Marija Szarapowa Samantha Stosur Agnieszka Radwańska | 3:6, 2:6 6:3, 2:6, 6:0 7:6(6), 5:7, 4:6 |
| 2013 | Faza grupowa | Wiktoryja Azaranka Li Na Jelena Janković             | 6:7(4), 2:6 3:6, 6:7(5) 6:4, 6:4        |

### W grze podwójnej
| Rok  | Rezultat     | Partnerka       | Przeciwniczki                                                                                               | Wynik                                              |
| 2012 | Półfinał     | Roberta Vinci   | Marija Kirilenko Nadieżda Pietrowa                                                                          | 6:1, 3:6, 4–10                                     |
| 2013 | Półfinał     | Roberta Vinci   | Jekatierina Makarowa Jelena Wiesnina                                                                        | 6:4, 5:7, 3–10                                     |
| 2014 | Ćwierćfinał  | Roberta Vinci   | Květa Peschke Katarina Srebotnik                                                                            | 1:2 krecz                                          |
| 2024 | Faza grupowa | Jasmine Paolini | Caroline Dolehide Desirae Krawczyk Gabriela Dabrowski Erin Routliffe Chan Hao-ching Wieronika Kudiermietowa | 1:6, 6:1, 10–4 6:1, 6:7(1), 9–11 6:3, 6:7(3), 9–11 |

## Finały turniejów ITF
| turnieje z pulą nagród 100 000 $   |
| turnieje z pulą nagród 75/80 000 $ |
| turnieje z pulą nagród 50/60 000 $ |
| turnieje z pulą nagród 25 000 $    |
| turnieje z pulą nagród 15 000 $    |
| turnieje z pulą nagród 10 000 $    |

### Gra pojedyncza 8 (5–3)
| Rezultat     |    | Data       | Turniej                   | ($)      | Naw.    | Przeciwniczka           | Wynik            |
| Zwyciężczyni | 1. | 27/02/2005 | Melilla                   | 10 000   | Twarda  | Lucia Jimenez-Almendros | 6:1, 6:4         |
| Zwyciężczyni | 2. | 03/06/2007 | Galatina                  | 25 000   | Ceglana | Tina Schiechtl          | 6:1, 6:4         |
| Finalistka   | 1. | 08/07/2007 | Cuneo                     | 50 000+H | Ceglana | Maria-Emilia Salerni    | 6:3, 1:6, 6:7(6) |
| Zwyciężczyni | 3. | 22/10/2017 | Suzhou                    | 60 000   | Twarda  | Guo Hanyu               | 6:1, 6:0         |
| Zwyciężczyni | 4. | 16/06/2019 | Rzym                      | 60 000+H | Ceglana | Barbara Haas            | 6:1, 6:4         |
| Finalistka   | 2. | 03/11/2019 | Asunción                  | 60 000   | Ceglana | Elisabetta Cocciaretto  | 1:6, 6:4, 0:6    |
| Zwyciężczyni | 5. | 05/03/2023 | Arcadia                   | 60 000   | Ceglana | Arantxa Rus             | walkower         |
| Finalistka   | 3. | 30/10/2023 | Les Franqueses del Valles | 100 000  | Twarda  | Magdalena Fręch         | 5:7, 6:4, 4:6    |

### Gra podwójna 11 (7–4)
| Rezultat     |    | Data       | Turniej                    | ($)      | Naw.    | Partnerka                   | Przeciwniczki                           | Wynik            |
| Finalistka   | 1. | 10/05/2003 | Lecce                      | 10 000   | Ceglana | Nancy Rustignoli            | Oana Elena Golimbioschi Lenka Šnajdrová | 3:6, krecz       |
| Finalistka   | 2. | 02/10/2004 | Porto                      | 25 000   | Ceglana | Joana Pangaio Pereira       | Julija Bejhelzimer Anousjka van Exel    | 5:7, 0:6         |
| Zwyciężczyni | 1. | 27/02/2005 | Melilla                    | 10 000   | Twarda  | María José Martínez Sánchez | Sun Sheng-Nan Yang Shu-Jing             | 6:7(2), 6:0, 7:5 |
| Zwyciężczyni | 2. | 01/05/2005 | Torrent                    | 25 000   | Ceglana | Paula García                | Núria Roig Gabriela Velasco Andreu      | 6:7(5), 6:4, 6:2 |
| Finalistka   | 3. | 09/07/2005 | Cuneo                      | 50 000   | Ceglana | Giulia Gabba                | Marija Korytcewa Galina Woskobojewa     | 3:6, 5:7         |
| Zwyciężczyni | 3. | 21/10/2005 | Sewilla                    | 25 000   | Ceglana | María José Martínez Sánchez | Gabriela Niculescu Monica Niculescu     | 6:2, 7:6(5)      |
| Finalistka   | 4. | 10/03/2006 | Las Palmas de Gran Canaria | 25 000   | Ceglana | Giulia Gabba                | Nina Bratczikowa Ałła Kudriawcewa       | 1:6, 1:6         |
| Zwyciężczyni | 4. | 08/07/2006 | Cuneo                      | 50 000+H | Ceglana | Karin Knapp                 | Giulia Gatto-Monticone Darja Kustawa    | 6:3, 7:6(5)      |
| Zwyciężczyni | 5. | 26/01/2007 | Capriolo                   | 25 000   | Ceglana | Giulia Gabba                | Marija Korytcewa Darja Kustawa          | 6:4, 7:5         |
| Zwyciężczyni | 6. | 31/03/2007 | Latina                     | 50 000   | Ceglana | Giulia Gabba                | Stéphanie Cohen-Aloro Salima Safar      | 6:3, 1:6, 7:6(2) |
| Zwyciężczyni | 7. | 11/10/2019 | Riba-roja de Túria         | 25 000   | Ceglana | Lara Arruabarrena           | Marie Benoît Ioana Loredana Roșca       | 3:6, 6:4, 10–8   |

## Występy w Turnieju WTA Elite Trophy

### W grze pojedynczej
| Rok  | Rezultat     | Przeciwniczka                     | Wynik             |
| 2015 | Faza grupowa | Karolína Plíšková Jelena Janković | 0:6, 3:6 4:6, 5:7 |

## Występy w igrzyskach olimpijskich

### Gra pojedyncza
| Runda                                                                           | Przeciwniczka                                              | Wynik         |
| ------------------------------------------------------------------------------- | ---------------------------------------------------------- | ------------- |
|                                                                                 |                                                            |               |
| Letnie Igrzyska Olimpijskie w Pekinie 2008, reprezentując państwo Włochy        |                                                            |               |
| I runda                                                                         | Australia: Samantha Stosur                                 | 3:6, 2:6      |
|                                                                                 |                                                            |               |
| Letnie Igrzyska Olimpijskie w Londynie 2012, reprezentując państwo Włochy [9]   |                                                            |               |
| I runda                                                                         | Stany Zjednoczone: Venus Williams                          | 3:6, 1:6      |
|                                                                                 |                                                            |               |
| Letnie Igrzyska Olimpijskie w Rio de Janeiro 2016, reprezentując państwo Włochy |                                                            |               |
| I runda                                                                         | Holandia: Kiki Bertens                                     | 4:6, 6:4, 6:4 |
| II runda                                                                        | Czechy: Barbora Strýcová [16]                              | 6:2, 6:2      |
| III runda                                                                       | Rosja: Darja Kasatkina                                     | 5:7, 2:6      |
|                                                                                 |                                                            |               |
| Letnie Igrzyska Olimpijskie w Tokio 2020, reprezentując państwo Włochy          |                                                            |               |
| I runda                                                                         | Rosyjski Komitet Olimpijski: Anastasija Pawluczenkowa [13] | 0:6, 1:6      |
|                                                                                 |                                                            |               |
| Letnie Igrzyska Olimpijskie w Paryżu 2024, reprezentując państwo Włochy [Alt]   |                                                            |               |
| I runda                                                                         | Chiny: Zheng Qinwen [6/ITF]                                | 0:6, 0:6      |

### Gra podwójna
| Runda                                                                           | Partnerka             | Przeciwniczki                                                       | Wynik          |
| ------------------------------------------------------------------------------- | --------------------- | ------------------------------------------------------------------- | -------------- |
|                                                                                 |                       |                                                                     |                |
| Letnie Igrzyska Olimpijskie w Londynie 2012, reprezentując państwo Włochy       |                       |                                                                     |                |
| I runda                                                                         | Roberta Vinci [2]     | Czechy: Lucie Šafářová / Petra Cetkovská                            | 6:2, 6:3       |
| II runda                                                                        | Roberta Vinci [2]     | Słowenia: Andreja Klepač / Katarina Srebotnik                       | 7:5, 4:6, 6:4  |
| Ćwierćfinał                                                                     | Roberta Vinci [2]     | Stany Zjednoczone: Serena Williams / Venus Williams                 | 1:6, 1:6       |
|                                                                                 |                       |                                                                     |                |
| Letnie Igrzyska Olimpijskie w Rio de Janeiro 2016, reprezentując państwo Włochy |                       |                                                                     |                |
| I runda                                                                         | Roberta Vinci [8]     | Niemcy: Angelique Kerber / Andrea Petković                          | 6:2, 6:2       |
| II runda                                                                        | Roberta Vinci [8]     | Chiny: Xu Yifan / Zheng Saisai                                      | 6:2, 6:3       |
| Ćwierćfinał                                                                     | Roberta Vinci [8]     | Czechy: Lucie Šafářová / Barbora Strýcová                           | 6:4, 4:6, 4:6  |
|                                                                                 |                       |                                                                     |                |
| Letnie Igrzyska Olimpijskie w Tokio 2020, reprezentując państwo Włochy          |                       |                                                                     |                |
| I runda                                                                         | Jasmine Paolini [Alt] | Stany Zjednoczone: Nicole Melichar / Alison Riske [8]               | 6:3, 5:7, 10–2 |
| II runda                                                                        | Jasmine Paolini [Alt] | Ukraina: Ludmyła Kiczenok / Nadija Kiczenok                         | 6:7(4), 2:6    |
|                                                                                 |                       |                                                                     |                |
| Letnie Igrzyska Olimpijskie w Paryżu 2024, reprezentując państwo Włochy         |                       |                                                                     |                |
| I runda                                                                         | Jasmine Paolini [3]   | Nowa Zelandia: Erin Routliffe / Lulu Sun                            | 6:2, 6:3       |
| II runda                                                                        | Jasmine Paolini [3]   | Francja: Caroline Garcia / Diane Parry                              | 5:7, 6:3, 10–8 |
| Ćwierćfinał                                                                     | Jasmine Paolini [3]   | Wielka Brytania: Katie Boulter / Heather Watson                     | 6:3, 6:1       |
| Półfinał                                                                        | Jasmine Paolini [3]   | Czechy: Karolína Muchová / Linda Nosková                            | 6:3, 6:2       |
| O złoty medal                                                                   | Jasmine Paolini [3]   | Indywidualni sportowcy neutralni: Mirra Andriejewa / Diana Sznajder | 2:6, 6:1, 10–7 |

### Gra mieszana
| Runda                                                                     | Partner          | Przeciwnicy                                                             | Wynik             |
| ------------------------------------------------------------------------- | ---------------- | ----------------------------------------------------------------------- | ----------------- |
|                                                                           |                  |                                                                         |                   |
| Letnie Igrzyska Olimpijskie w Londynie 2012, reprezentując państwo Włochy |                  |                                                                         |                   |
| I runda                                                                   | Andreas Seppi    | Stany Zjednoczone: Lisa Raymond / Mike Bryan [3]                        | 5:7, 3:6          |
|                                                                           |                  |                                                                         |                   |
| Letnie Igrzyska Olimpijskie w Paryżu 2024, reprezentując państwo Włochy   |                  |                                                                         |                   |
| I runda                                                                   | Andrea Vavassori | Indywidualni sportowcy neutralni: Mirra Andriejewa / Daniił Miedwiediew | 6:3, 6:2          |
| Ćwierćfinał                                                               | Andrea Vavassori | Holandia: Demi Schuurs / Wesley Koolhof                                 | 7:6(4), 3:6, 9–11 |